# Dominicus Predari
Dominicus Predari (* 26. Juli 1818 in Erfurt; † 19. Juli 1880 in Leipzig) war ein deutscher Richter.

## Leben
Nach dem Besuch des Gymnasiums in Erfurt studierte Dominicus Predari an der Rheinischen Friedrich-Wilhelms-Universität Bonn und der Friedrich-Wilhelms-Universität Berlin Rechtswissenschaften. 1840 wurde er Mitglied des Corps Rhenania Bonn. Nach dem Studium war er Auskultator und Referendar in Erfurt und Naumburg. Anschließend wurde er Kreisrichter in Weißensee und 1854 in Erfurt. 1866 erfolgte seine Ernennung zum Appellationsgerichtsrat in Ratibor. 1870 wechselte er nach Breslau. Nach der Gründung des Reichsgerichts in Leipzig im Jahre 1879 wurde er 1880 als Oberlandesgerichtsrat in den Hilfssenaten des Reichsgerichts tätig.